# Carmel (New York)
Carmel è un comune degli Stati Uniti d'America, capoluogo della Contea di Putnam, nello Stato di New York.